# Serover
Serover (Capricornis) är ett släkte i underfamiljen Caprinae med 6 arter som förekommer i Asien. Vissa auktoriteter placeras dessa arter i släktet goraler som är serovernas närmaste släktingar.

## Utseende
Serover har kraftig kropp och liknar getter. De når en kroppslängd mellan 140 och 180 centimeter samt en mankhöjd mellan 85 och 95 centimeter. Svansen är 8 till 16 centimeter lång och vikten ligger mellan 50 och 140 kilogram. Den täta pälsen har på ovansidan en svart eller gråaktig färg och undersidan är vit. Ofta har den en man på ryggen. Hos bägge kön finns böjda horn som når en längd mellan 15 och 25 centimeter.

## Utbredning och habitat
Arterna lever i östra och sydöstra Asien. Utbredningsområdet sträcker sig från östra Kina och östra Indien till Sumatra och norrut till Japan och Taiwan. Habitatet utgörs av bergsregioner upp till 2 700 meter över havet.

## Ekologi
Serover har bra klättringsförmåga men de rör sig inte särskilt snabbt. På morgonen och eftermiddagen letar de efter föda som består av gräs och löv. De vilar i grottor eller under framskjutande klippor. Ofta lever individerna ensamma men ibland uppstår grupper av honor och ungdjur med upp till sju individer. Efter en dräktighet på cirka sju månader, föds vanligen en enda unge.

## Systematik
För närvarande är erkänns sex arter:
- Sydlig serov (Capricornis sumatraensis)
- Kinesisk serov (Capricornis milneedwardsii)
- Röd serov (Capricornis rubidus)
- Himalayaserov (Capricornis thar)
- Formosaserov (Capricornis swinhoei)
- Japansk serov (Capricornis crispus)

Det vetenskapliga namnet, Capricornis, betyder egentligen stenbock, men stenbockar är getdjur som tillhör släktet getter.